# Edwin D. Morgan
Edwin Denison Morgan (n. 8 februarie 1811, Washington⁠(d), Massachusetts, SUA – d. 14 februarie 1883, New York City, New York, SUA) a fost cel de-al 21-lea guvernator al New York-ului între 1859 și 1862 și a servit în Senatul Statelor Unite între 1863 și 1869. El a fost primul și cel mai îndelungat președinte al Comitetul Național Republican. De asemenea, a fost general al armatei Uniunii în timpul Războiul Civil American.
Născut în Massachusetts, Morgan a crescut în Connecticut, a fost instruit ca negustor în Hartford și a servit în consiliul orașului. Mai târziu, s-a mutat în New York, unde a devenit un comerciant cu ridicata și broker de obligațiuni și a servit ca asistent de consilier și membru al Senatului statului New York. Inițial Whig, a fost unul dintre fondatorii Partidului Republican și a ocupat funcția de președinte al Comitetului Național Republican în perioada 1856-1864 și 1872-1876.
În 1858, Morgan a fost ales guvernator al New York-ului și a slujit între 1859 și 1862. Ca guvernator în timpul Războiului Civil American, Morgan a sprijinit Uniunea. Numit general maior de voluntari în Union Army, el a comandat Departamentul militar al New York în timp ce servea ca guvernator. În 1863, a fost ales în Senatul Statelor Unite ale Americii, unde a ocupat un mandat. El a fost un candidat nereușit la renominalizare în 1869, iar candidatul republican nereușit la guvernator în 1876. Morgan fusese patron al lui Chester A. Arthur la începutul carierei lui Arthur; când Arthur a devenit președinte, l-a numit pe Morgan ca Secretar al Trezoreriei Statelor Unite. Morgan a fost confirmat de Senat, dar a refuzat pe motive de vârstă și sănătate. Morgan a murit în New York în 1883 și a fost înmormântat în Connecticut.